# Stazione di Ciampino Superiore
Stazione di Ciampino Superiore vasútállomás Olaszországban, Ciampino településen.

## Vasútvonalak
Az állomást az alábbi vasútvonalak érintik:
- Portonaccio-Ciampino-Marino-vasútvonal
- Róma–Albano-vasútvonal

## Kapcsolódó állomások
A vasútállomáshoz az alábbi állomások vannak a legközelebb:
- Stazione di Acqua Acetosa (Ciampino)